# キム・ドンヒ
キム・ドンヒ（漢: 金東希、朝: 김동희、1999年6月13日 - ）は、韓国の俳優。JYPエンターテインメント、npioエンターテインメント所属。

## 来歴
2018年、PLAYLISTのウェブドラマ『A-TEEN』にハ・ミン役で出演し、デビュー。本作はティーン世代からの支持が高く、デビュー作で一気に知名度を上げた。
同年、JTBCのテレビドラマ『SKYキャッスル〜上級階級の妻たち〜』にチャ・ソジュン役で出演。
2020年、JTBCのテレビドラマ『梨泰院クラス』にチャン・グンス役で出演。
同年、Netflixのウェブドラマ『人間レッスン』でオ・ジス役を演じ、初主演を飾った。

## 人物
- 梨木中学校 卒業
- 安養藝術高等学校 卒業
- 嘉泉大学校 演技藝術学科 在学中

## 出演

### 映画
- 幽霊（未定）[3]
- あなたと私の季節（未定）

### テレビドラマ
- SKYキャッスル〜上級階級の妻たち〜（JTBC、2018年11月23日 - 2019年2月1日） - チャ・ソジュン 役
- 梨泰院クラス（JTBC、2020年1月31日 - 3月21日） - チャン・グンス 役[1]

### ウェブドラマ
- A-TEEN（PLAYLIST（英語版）、2018年7月1日 - 9月16日） - ハ・ミン 役
- A-TEEN 2（英語版）（PLAYLIST（英語版）、2019年4月25日 - 6月30日） - ハ・ミン 役[4]
- 人間レッスン（Netflix、2020年4月29日） - 主演 オ・ジス 役[2]

## 受賞歴
- 2019年のブランド大賞 ライジングスター部門（2019年）[5]